# Katsurō Hara
Katsurō Hara (dans l'ordre japonais Hara Katsurō 原 勝郎), né le 4 avril 1871, mort le 12 janvier 1924, est un historien japonais.

## Biographie
Fils aîné d’un bushi de Morioka, il fait ses études d’histoire à la Faculté de lettres de l’Université impériale de Tōkyō.
Docteur ès Lettres en 1902, il passe deux ans en Grande-Bretagne, France puis USA de février 1907 à mars 1909. À son retour, il est nommé professeur d’histoire à l’Université impériale de Kyōto.
Spécialiste d’histoire occidentale contemporaine, il contribue à faire comprendre au Japon le sens de la Première Guerre mondiale auquel l’Archipel ne participe qu’à la marge.
Hara est aussi connu pour ses travaux sur le Japon, notamment sur l’histoire médiévale. En 1920, Hara publie en anglais une histoire générale du Japon. La traduction française de ce dernier ouvrage a longtemps servi de référence.

## Publications
En japonais :
- 昨年の欧米　一九一一年 (1911 : L'Europe et les États-Unis l'an dernier), Fuzanbō, 1912
- 南海一見  (Un regard sur les Mers du sud), Tōadō shobō, 1914
- 欧米最近世史十講  (Dix leçons sur l'histoire la plus récente de l'Europe et des États-Unis), Kyūdōkan, 1915
- 世界大戦史  (Histoire de la grande guerre mondiale), Dōbunkan, 1925
- 日本中世史之研究  (Étude sur l'histoire médiévale japonaise), Dōbunkan, 1929
- 西洋中世史概説・宗教改革史  (Précis d'histoire médiévale occidentale et histoire de la Réforme), Dōbunkan, 1931

En français :
- Katsouro Hara, Histoire du Japon, des origines à nos jours, Payot, 1926.